# Carla Qualtrough
Carla Qualtrough (nacida el 15 de octubre de 1971) es una política canadiense que ha sido elegida miembro del Parlamento canadiense en la Cámara de los Comunes de Canadá para representar a la circunscripción electoral de Delta en las elecciones federales de 2015.
Carla Qualtrough nació en Calgary, en 1971. Padece de una discapacidad visual desde su nacimiento y participó como nadadora en los Juegos Paralímpicos de 1988 y de 1992. Luego de su carrera deportiva estudió Ciencias Políticas en la Universidad de Ottawa y se graduó de abogada en la Universidad de Victoria. Ha ejercido como abogado y fue miembro de la junta del Comité Paralímpico de las Américas.
Como abogada, Carla Qualtrough se especializó en cuestiones de derechos humanos. Fue consejera del Tribunal de Derechos Humanos de la Columbia Británica y de la Comisión Canadiense de Derechos Humanos, Presidente del Consejo de Ministros sobre el empleo y la accesibilidad de la Columbia Británica, y árbitro ante el Tribunal de apelación de la Comisión de accidentes de trabajo de la Columbia Británica Columbia. Recibió en 2012 la Medalla del Jubileo de Diamante de la reina Isabel II.
El 4 de noviembre de 2015, fue nombrada Ministro de Deportes y de Personas con Discapacidad en el 29 Consejo de Ministros de Justin Trudeau.